# South Orange Open 1971
Il South Orange Open 1971 è stato un torneo di tennis giocato sul erba. È stata la 2ª edizione del torneo, che fa parte del Pepsi-Cola Grand Prix 1971. Si è giocato a South Orange negli USA dal 23 al 30 agosto 1971.

## Campioni

### Singolare maschile
Clark Graebner ha battuto in finale  Pierre Barthes con il punteggio di 6–3, 6–4, 6–4

### Doppio maschile
Bob Carmichael /  Tom Leonard hanno battuto in finale  Clark Graebner /  Erik Van Dillen con il punteggio di 7–6, 6–7, 6–4